# Charlotte de Spania
Charlotte a Spaniei (portugheză Carlota Joaquina Teresa Caetana de Bourbon e Bourbon; spaniolă Carlota Joaquina Teresa Cayetana de Borbón y Borbón) (25 aprilie 1775 -  7 ianuarie 1830) a fost regină a Portugaliei ca soție a regelui Ioan al VI-lea. Charlotte a fost fiica cea mare a regelui Carol al IV-lea al Spaniei și a soției lui Maria Luisa de Parma.

## Primii ani
S-a născut la Aranjuez. A fost cel mai mare copil care a supraviețuit al părinților săi. Charlotte s-a născut în timpul domniei bunicului patern, Carol al III-lea al Spaniei (1716–1788). Tatăl ei a fost al doilea fiu al lui Carol și soției lui Maria Amalia; mama ei, Maria Luisa de Parma, a fost nepoata regelui Ludovic al XV-lea al Franței prin mama sa, Prințesa Louise Élisabeth a Franței, fiica favorită a regelui Ludovic al XV-lea. Soțul lui Louise Élisabeth, Filip, Duce de Parma, a fost fratele mai mic al regelui Carol al III-lea. Viitorul soț al Charlottei a fost nepotul Marianei Victoria, sora lui Carol al III-lea.
Căsătoria Charlottei a fost aranjată de Mariana și Carol al III-lea la sfârșitul anilor 1770 când Mariana a mers în Spania pentru a încuraja relațiile diplomatice dintre țările străine.

## Căsătorie
La 8 mai 1785 s-a căsătorit oficial (consumată la 9 ianuarie 1790 la Lisbona) cu viitorul Ioan al VI-lea, rege al Portugaliei, Braziliei și Algarves, al doilea fiu al reginei Maria I a Portugaliei și al regelui Petru al III-lea al Portugaliei.
În 1788, când fratele mai mare al soțului ei, José, Prinț al Braziliei, a murit, Ioan a devenit primul în linie la tronul mamei sale. Curând el a primit titlurile de Prinț al Braziliei și al 17-lea Duce de Braganza. Între 1788 și 1816, Charlotte a fost cunoscută sub numele de Prințesă a Braziliei. Ioan, soțul ei, a fost blajin, indolent, corpolent și aproape la fel de urât ca ea. Cuplul a fost destul de incompatibil. Cu toate acestea, ei au avut nouă copii și pentru că toți au fost frumoși, se zvonea că în special cei mai mici au avut tați diferiți.
După nașterea celui de-al nouălea copil au început să trăiască vieți separate, el la Mafra și ea la Queluz. Aici se zvonea că ea a cumpărat un loc de refugiu unde se complăcea în orgii sexuale.
În 1807, familia regală portugheză a părăsit Portugalia pentru Brazilia din cauza invaziei lui Napoleon.

## În Brazilia
În timp ce era în Brazilia, Charlotte a făcut încercări de a obține administrarea dominioanelor spaniole în America Latină, un proiect cunoscut sub numele de Carlotism. Spania era sub Napoleon și a regilor săi, tatăl și fratele ei erau ținuți de Napoleon în Franța. Ea însăși s-a considerat ca fiind moștenitoarea familiei ei capturate.
Se presupune că printre planurile ei a fost și acela de a trimite armatele să ocupe Buenos Aires și nordul Argentinei iar ea să devină Regina din La Plata. Forțele portughezo-braziliene au reușit să anexeze doar Cisplatina, care a fost ținută în Imperiul după 1822 și s-a separat în 1828 ca Republica Uruguay.

## Regină

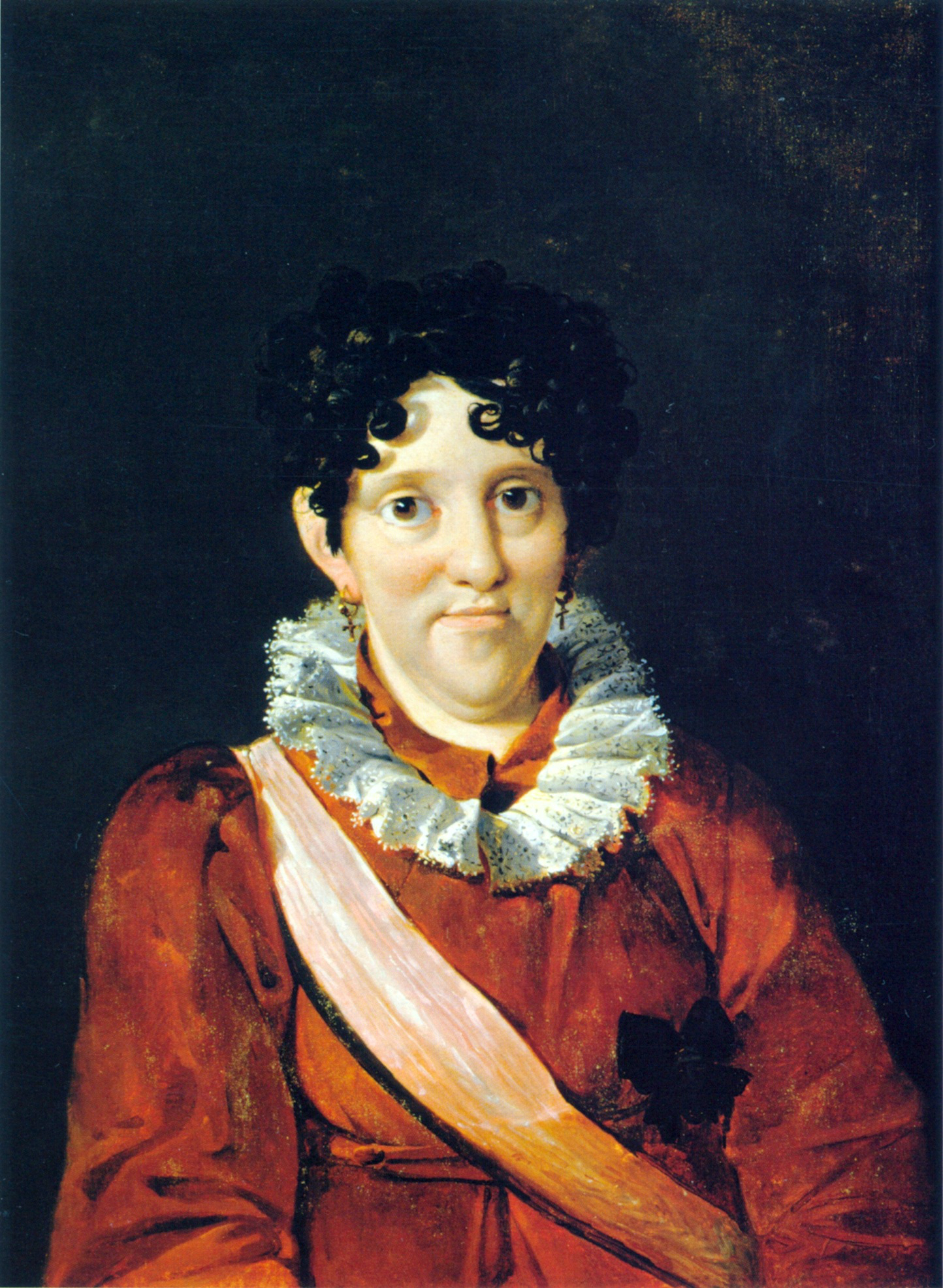
Dona Carlota Joaquina, soția regelui Dom João VI al Portugaliei, Braziliie și Algarves, c.1817.

Când familia regală portugheză a revenit în Portugalia în 1821 după o absență de 14 ani, Charlotte a întâlnit o țară care s-a schimbat mult de la plecarea lor. În 1807, Portugalia a trăit stabilă sub absolutism. Trupele lui Napoleon și evoluțiile din Spania ei natală au adus idei revoluționare.
În 1820, o revoluție liberală a început în Porto. În 1821 Portugalia a promulgat prima ei constituție. Regina a avut o poziție conservatoare și a vrut o dezvoltare reacționară în Portugalia. Charlotte a făcut o alianță cu fiul ei cel mai mic, Miguel, care împărtășea opiniile conservatoare ale mamei sale. În 1824, folosindu-se de poziția lui Miguel de comandant al armatei, au preluat puterea și l-au ținut prizonier pe rege în palat, unde regina a încercat să-l facă să abdice în favoarea lui Miguel. Totuși, regele a primit ajutor britanic și și-a recăpătat puterea; în cele din urmă fiul său a părăsit țara. De asemenea, regina a plecat într-un scurt exil.
Regele Ioan al VI-lea a trăit la Palatul Bemposta iar regina Charlotte în Queluz. Deși ea a locuit acolo în liniște, ea s-a îmbrăcat excentric și a dezvoltat un comportament excentric. Cu toate acestea, fiul lor cel mare, Petro, lăsat în urmă ca regent în Brazilia, a fost proclamat și încoronat la 1 decembrie 1822 ca împărat. Ioan al VI-lea a refuzat să accepte acest lucru până când, în august 1825, el a fost convins de britanici să facă acest lucru. În martie 1826, la vârsta de 58 de ani, a murit.
Pretinzând probleme de sănătate, Charlotte a refuzat să-și vadă soțul pe patul de moarte și a început zvonul că soțul ei a fost otrăvit de către francmasoni.
Împăratul Braziliei a devenit și împăratul Portugaliei, dar știind că acest lucru este imposibil, Pedro a abdicat in Portugalia și a desemnat-o regină pe fiica sa cea mare, Maria, care avea șapte ani și pe care a logodit-o cu fratele său mai mic, Miguel. Între timp, fiica Charlottei, Infanta Isabel Maria, a fost regentă în Portugalia. Aproximativ doi ani mai târziu, mica regină a ajuns în Gibraltar pentru a afla că unchiul și logodnicul ei nu numai că a înlăturat regența dar s-a autoproclamat rege al Portugaliei.
Regina Charlotte a murit sau s-a sinucis la Palatul Queluz la vârsta de 54 de ani.